# Sinfonía n.º 9 (Mahler)

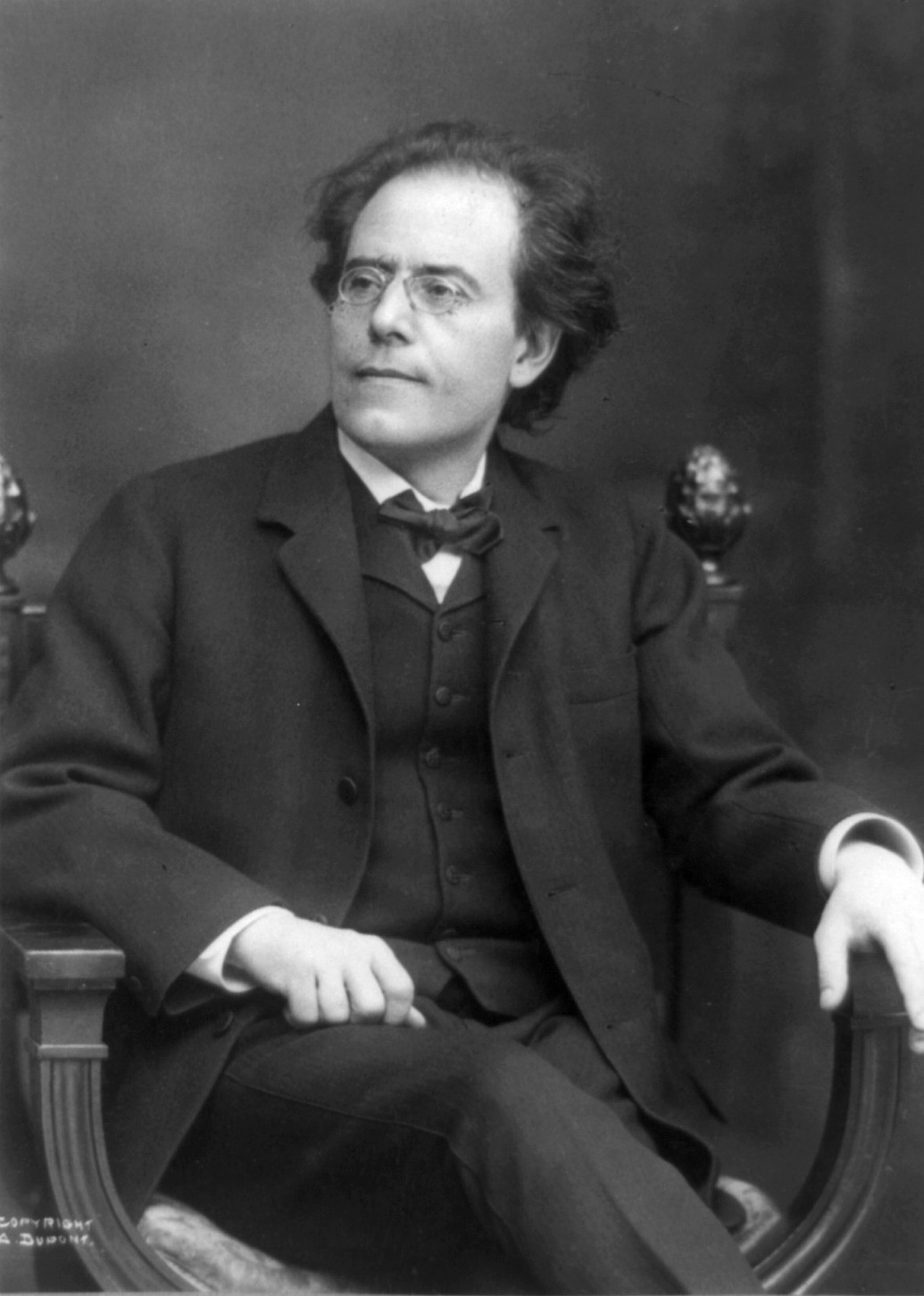
Mahler en 1909.

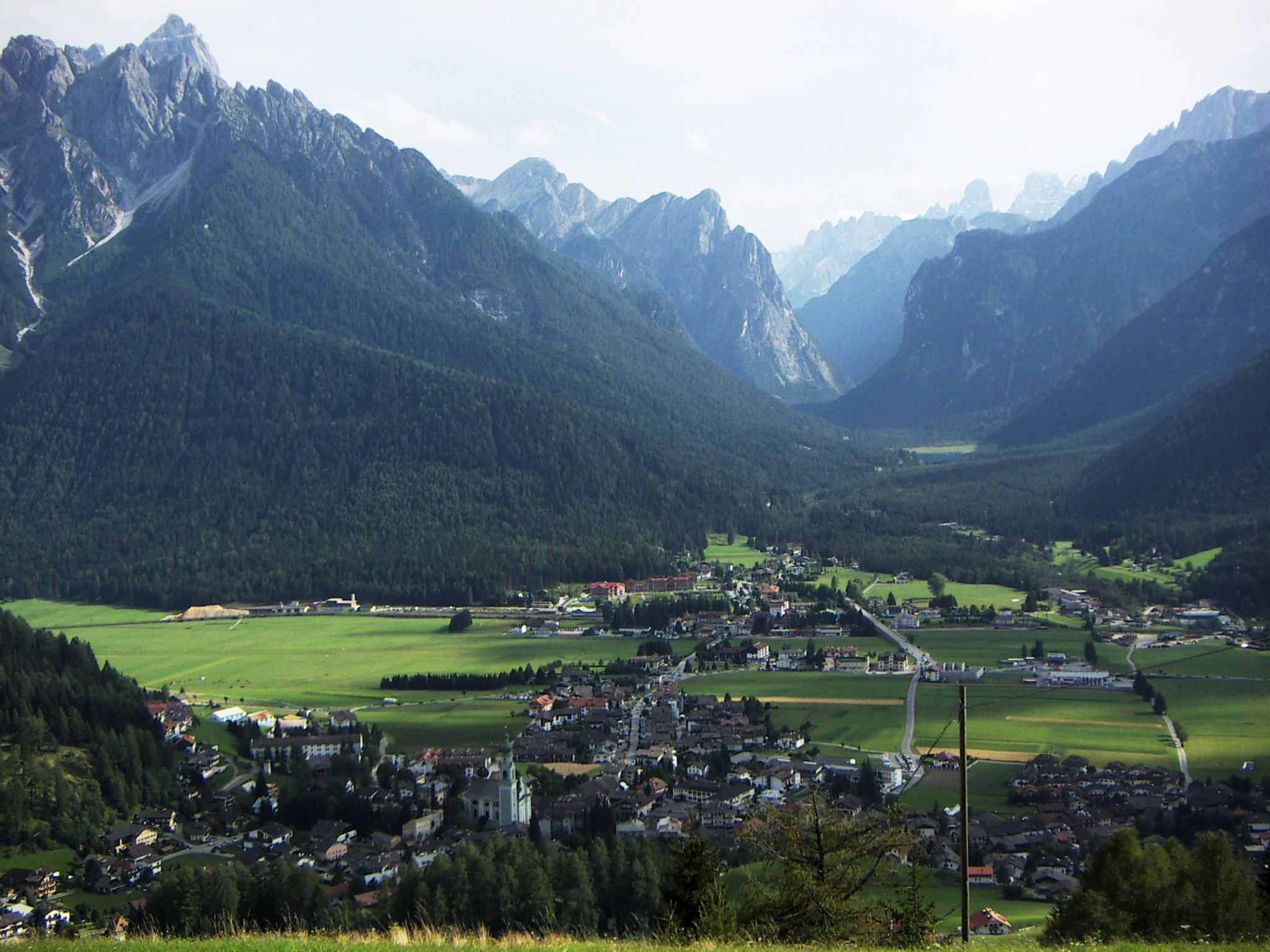
Dobbiaco

La Sinfonía n.º 9 fue compuesta por Gustav Mahler entre 1908 y 1909. Se trata de la última contribución al género del maestro austríaco antes de su muerte. Es una obra de una notable fuerza y sobrecogimiento, y es considerada por muchos como la mejor composición mahleriana. Es la muestra más elocuente, junto a la La canción de la Tierra y la incompleta Sinfonía n.º 10, de la maestría que el compositor alcanzó al final de su vida.

## Historia

### Composición
La composición de la obra se desarrolló entre 1908 y 1909. El maestro comenzó a trabajar en la pieza en el verano (probablemente julio) de 1909. Después de una transcripción en limpio en el invierno, le escribió a su amigo Bruno Walter el 1 de abril de 1910 que la obra estaba terminada. La mayor parte se creó en Dobbiaco, en la residencia de verano de Mahler allí. Una vez más, el compositor escribió la obra en una especie de frenesí creativo. Su método compositivo presuponía una concepción global de la obra, por lo que trabajó en varios movimientos de la sinfonía al mismo tiempo. Toda su concentración estaba en la composición de la nueva obra, ya que su esposa Alma y su hija se encontraban en Levico para una estancia en un balneario. El músico disfrutaba del tiempo de composición, que solo interrumpía con paseos ocasionales. "Es agradable estar solo todo el día, muy agradable", escribió Mahler en una carta desde Dobbiaco. Más tarde, completó la copia en limpio en Nueva York.

### Estreno

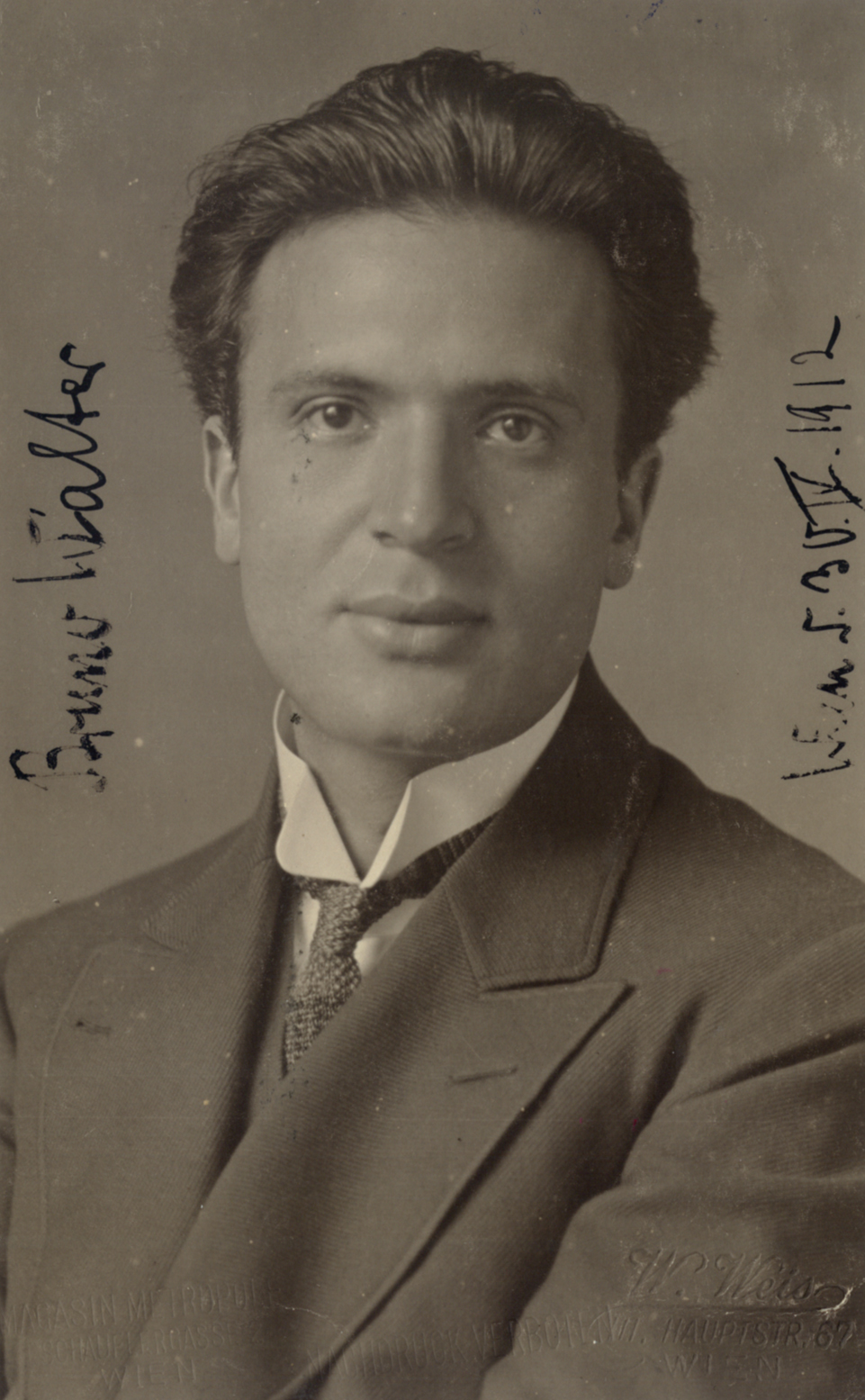
Bruno Walter, director del estreno.

El estreno se celebró de manera póstuma el 26 de junio de 1912 en Viena con la interpretación de la Orquesta Filarmónica de Viena bajo la dirección de Bruno Walter. Mahler, que ya había muerto el 18 de mayo de 1911, no pudo asistir al estreno. 

## Instrumentación
La partitura está escrita para una gran orquesta formada por:
- Viento madera: 1 flautín, 4 flautas, 4 oboes (el cuarto doblando al corno inglés), 3 clarinetes en si bemol y la, 1 clarinete bajo en si bemol, 1 clarinete en mi bemol, 4 fagotes (el cuarto doblando al contrafagot).
- Viento metal: 4 trompas en fa, 3 trompetas en do, 3 trombones, tuba.
- Percusión: timbales,[3] bombo, caja, platillos, triángulo, tam-tam, glockenspiel, 3 campanas graves.
- Cuerdas: 2 arpas y una sección de cuerdas con violines I y II, violas, violonchelos, contrabajos.

## Estructura
La sinfonía consta de cuatro movimientos:
- I. Andante comodo
- II. Im tempo eines gemächlichen Ländlers. Etwas täppisch und sehr derb
- III. Rondo-Burleske: Allegro assai. Sehr trotzig
- IV. Adagio: Sehr langsam und noch zurückhaltend

El primer movimiento comienza de forma arrítmica e irregular, muy suavemente (probablemente una alusión a la condición cardíaca del compositor[cita requerida]). El movimiento continúa desarrollándose con un halo de desesperanza, la cual se manifiesta en los dos primeros clímax del movimiento, siendo el tercero, sin dudas, una referencia a la muerte.
Los dos movimientos siguientes se caracterizan por tener un carácter lúdico. El segundo emula una danza y el tercero una marcha militar.
El cuarto movimiento parece traer la redención al alma agonizante del compositor. Reposado y plagado de referencias al descanso y la vida eterna, se dice que es una muestra del dolor de Mahler por la muerte de su hija. De hecho, casi al final del movimiento incluyó una parte del lied Oft denk' ich, sie sind nur ausgegangen, de sus Kindertotenlieder. En la partitura, Mahler escribió la siguiente estrofa de esa canción: En las cumbres el día es hermoso, en una clara alusión a su tragedia personal.

### I.Andante comodo
El andante comodo de la novena sinfonía sigue siendo sin duda el movimiento considerado como el más complejo escrito por Gustav Mahler.[cita requerida] Con una intensidad emocional exacerbada, esta página concentra en sí misma todas las características del estilo malheriano: mezcla de lo culto y lo popular, tempos y matices muy contrastados, orquestación con alternancia de sonidos (conmovedores, fluidos, trompeteados, agudos). Aplica las direcciones tomadas por el compositor a lo largo de sus obras, como el uso del estilo contrapuntístico y la polifonía.[cita requerida]
Comienza con una exposición lenta, en re mayor, del tema inicial, impregnada de sensibilidad, ternura y nostalgia, como una mirada benévola y de apego a la vida y al mundo. Este tema se desarrolla armónicamente, pero luego se encuentra, de manera brutal, por una modulación en modo menor, un “evento trágico”, que rompe la armonía, subrayado por sonoridades agudas y metálicas. Este “acontecimiento” parece hacer añicos toda esperanza de vida. Tras un fortissimo anunciador muy sonado, el tema melodioso inicial toma el relevo, expresándose con una fuerte intensidad emocional, reafirmando el apego a la felicidad, a la alegría de vivir... Esta exposición resume bien el resto del movimiento que alterna los episodios tiernos, melodiosos y los episodios oscuros y trágicos, como en una lucha de “fuerzas antagónicas” entre la vida y la muerte, la esperanza y la desesperación, el amor y la nada. A los dos tercios del movimiento, después de una afirmación muy fuerte de apego a la "vida", hay una caída brutal y pregonada. “Como un convoy fúnebre”, enfatiza el compositor, mientras escuchamos esquilas que acompañan al “convoy”. Sigue un “intervalo de pasaje”, una especie de sueño nocturno, con un solo de flauta, de sonoridades evanescentes. El movimiento finaliza con una larga coda tranquila, retomando el tema inicial, pero esta vez con una nostalgia más marcada, sin pugna, finalizando en sonoridades suaves y agudas, muy puras, como la última imagen que dejamos antes de decir “adiós".
En el movimiento principal, la música surge de la nada al principio, apenas perceptible. Un tono de violonchelo pianissimo es respondido por un motivo de arpa, que se convierte en un motivo de suspiro que es de gran importancia temática a lo largo del movimiento. Los acordes que se balancean en las cuerdas que cantan el motivo. Sobre esta estructura básica se desarrolla un diálogo contrapuntístico entre el segundo violín y la trompa. Con Mahler, este último a menudo representa recuerdos melancólicos y soñadores y anhelos. Un dramático ritmo de tutti cambia el estado de ánimo tranquilo y conduce a un pasaje sombríamente intensificado. Esto está determinado por los trombones, timbales y bajos y representa la antítesis de peso al motivo del adiós pacífico. Los fragmentos y motivos temáticos deambulan por las diversas voces orquestales. Las secciones sombrías se vuelven cada vez más frecuentes a medida que avanza el movimiento, pero la trompa siempre logra conectar con el motivo original. La acción finalmente conduce a una sección en la que un fortissimo empuja hacia adelante conduce al colapso de la música. Solo con dificultad se desarrolla a partir de esto un nuevo comienzo del motivo original, que rápidamente se derrumba nuevamente. Un poco más tarde, comienza otra ola de escalada a gran escala en triple piano y, tras una gran escalada "con suprema violencia", termina en una marcha fúnebre ("Wie ein Schwerer Kondukt"). El motivo original del arpa es aquí entonado violentamente por timbales y trombones y sirve como base para un lamento de trompa y trompeta. El motivo original ahora aparece cada vez más claramente en todos los instrumentos, pero a menudo parece amenazadoramente distorsionado y cambiado. Una sección misteriosa que sigue abruptamente e inusualmente extraña introduce el final del movimiento. Un diálogo entre trompa y flauta tiene el efecto de una cadencia orquestal. Un retorno magníficamente realzado del motivo original a lo largo de la orquesta conduce a una sección final en la que el movimiento parece desvanecerse de una manera extraña y etérea. En el clarinete, el motivo original vuelve a aparecer de forma delicada. En este punto, Mahler envió un mensaje de texto con el "Adiós" en las notas. El motivo desaparece en un proceso de disolución, en el que la frase conmovedora se desvanece en la máxima transfiguración.
Este complejísimo movimiento conoce variaciones muy grandes de interpretación, dependiendo de la visión del director y de los tempos afinados. Puede durar desde 24 minutos (versión de Walter) hasta más de 30 minutos (versión de Chailly).

### II.Im Tempo eines gemächlichen Ländlers
El segundo movimiento es un scherzo distorsionado en lo grotesco. El movimiento recuerda a una danza de la muerte, como ocurre en la 4ª Sinfonía. Mahler cambia los sonidos tradicionales en variaciones casi irreconocibles. Utiliza tres tipos de danza austriaca en este scherzo, que solo son reconocibles como "ruinas compuestas" (Schnebel). Aquí se parodia al Waltz, el Ländler y el Styrian Ländler.
Este movimiento intermedio contrasta fuertemente con las "alturas" finales del primer movimiento. Es como un regreso a la tierra, oímos sonoridades de las maderas (fagots) que anuncian una serie de escenas rurales, tomando prestada la forma del Ländler, utilizada a menudo por Gustav Mahler en sus movimientos intermedios. Este movimiento presenta cierta ambigüedad a medida que se desarrolla y, por lo tanto, difiere de los otros movimientos rurales de Mahler. De hecho, el carácter “tranquilo” de estas escenas campesinas es rápidamente perturbado por polifonías más complejas, introduciendo cierta ironía, modulaciones burlescas y una amarga burla que niegan cualquier forma de ingenuidad a este movimiento. Sin embargo, encontramos la mezcla de lo culto y lo popular muy característica del lenguaje mahleriano.
El movimiento comienza con un ritmo de baile de las maderas sobre el cual las cuerdas entonan un Ländler pesado y tosco. Los fragmentos de motivos se alinean una y otra vez, aunque a menudo quedan en nada y no se continúan. Varias líneas se superponen una encima de la otra y frases melódicas en Ländler y ritmos de vals aparecen una y otra vez, pero aparecen tan distorsionadas que solo parecen recuerdos de las formas reales. El Ländler áspero contiene una serie de frases y disonancias musicales aparentemente ingenuas, lo que conduce a un sonido áspero y, a menudo, caótico. A veces, una conmovedora cantilena de violonchelo resuena a través de los eventos grotescos. Pero incluso ella no puede detener la decadencia musical. Después de que el Ländler se ha desvanecido, aparece un vals que también es tosco y torpe. El carácter alegre parece irreal, ya que las voces de bajo le dan al sonido un estilo espeluznante. El motivo de despedida del primer movimiento aparece entonces de repente, dando lugar a un punto de descanso. Poco después, vuelve a sonar el motivo Ländler del principio, ahora en el llamado ritmo estirio. El cuerno expone el motivo de despedida en el acompañamiento. Este motivo puede afirmarse nuevamente poco después, antes de que Ländler comience de nuevo y la decadencia estructural y relacionada con el contenido final siga su curso. El "sesgo" musical es cada vez más grande y la instrumentación parece más dura, deslumbrante y grotesca. Mahler también usa aquí una peculiaridad rítmica que luego fue adoptada por Igor Stravinsky en particular: los cuernos y las violas enfatizan el primer tiempo, mientras que los trombones y los timbales entregan las partes sin acento del compás. El scherzo se desintegra espeluznantemente en sus partes antes de que los fragmentos vacíos restantes marquen el final de la danza grotesca.

### III.Rondo-Burleske. Allegro asai
El tercer movimiento tiene la forma de un rondó. Este tercer movimiento, marcado como “muy decidido”, vuelve a contrastar con los movimientos precedentes. En la tonalidad de La menor, su brutalidad y vivacidad recuerdan claramente al stürmisch bewegt, segundo movimiento de la Quinta sinfonía. Comienza con un “signo de interrogación” de las trompetas que rompe la inercia del final del movimiento anterior. Sigue una marcha, con una serie de sonidos agudos, agresivos y ácidos, reflejo de una lucha impregnada de vehemencia, miedos, cuestionamientos y amarguras. Es probablemente el más expresivo y rápido de los movimientos de la sinfonía. Denso, rocoso, semejante a una carrera con sonoridades cada vez más explícitas y una polifonía cada vez más insistente, presenta hacia el segundo tercio, una "ventana" melódica, un breve momento de respiro con sonoridades muy aéreas, para caer en el marcha, una especie de danza macabra con trompetas, que termina en fortissimo.
El estilo contrapuntístico de Mahler se manifiesta aquí por última vez. El rondó comienza con un motivo disonante en la trompeta que regresa una y otra vez, convirtiéndose en el estribillo del rondó. Todo el movimiento se desarrolla a partir de este motivo, que ya casi no puede describirse como un tema. Una característica especial del rondó es su abundancia de citas. Mahler extrae temas centrales del trabajo de su vida y los implementa en este rondó en su composición, a veces con una alienación significativa. La armonía del movimiento supera claramente el espacio tonal y marca finalmente la transición a la modernidad musical. El ajetreo y el bullicio a menudo parecen caóticos y disonantes. Siguen apareciendo frases musicales, alusiones y fragmentos. El movimiento es único en la conexión entre disonancia y contrapunto. Los motivos sin contexto que aparecen con frecuencia se disuelven entre sí y se encajan como engranajes. Por lo tanto, esta música se entiende a menudo como un eco del despertar de la era industrial. En medio del ajetreo y el bullicio, una parte pacífica similar a un coral crea de repente una isla de calma. Esto remite claramente al movimiento final, cuyo tema central también está ya indicado. La agitada stretta final se abre camino imparable. El motivo original regresa de manera marcial y termina en la catástrofe musical de la destrucción por precipitaciones de cascadas tonales.

### IV.Adagio. Sehr langsam und noch zurückhaltend
El último movimiento de la novena sinfonía es un movimiento lento en re bemol mayor que anuncia inmediatamente una conclusión pacífica y resignada. Inmediatamente encontramos las "alturas" del final del primer movimiento como si este fuera la continuación lógica y que los dos movimientos intermedios se presentaran como paréntesis antes del apaciguamiento final. Podemos ver aquí, al igual que en el Final de la Tercera sinfonía, la decisiva influencia de los grandes adagios de la obra sinfónica de Anton Bruckner (1824-1896), maestro de Mahler en Viena.
Detrás de las largas frases melodiosas e insistentes de la exposición, aparece un tema inicial, con los sonidos intensos y sostenidos de las cuerdas, y se marca como un deseo de rendir homenaje a la vida, al amor, antes de decir “adiós”. Esta "despedida" parece retrasada cada vez que ocurre. De hecho, el movimiento adopta un patrón repetitivo que alterna grandes frases melódicas serenas y luminosas que retoman el tema inicial (en general por las cuerdas), los pasajes "inexpresivos" e indecisos (generalmente por los instrumentos de viento) y luego los oscuros y dolorosos pasajes modulados en menor, tras lo cual se reafirma con fuerza la serenidad del tema inicial. Hacia el segundo tercio, el doloroso pasaje llega a un clímax apasionado, vertiginosamente serio, como un desgarrador “adiós”. Se calma gradualmente en tonos muy luminosos, puros, suaves, llenos de ternura y benevolencia. Finalmente viene la coda, serena, muy suave (piano cuádruple) trayendo apaciguamiento, una calma sin turbación, como inmóvil.
Este movimiento recuerda claramente al último movimiento de la Tercera sinfonía, pero con la diferencia fundamental de que no se trata de una conclusión monumental y triunfal, sino de una “despedida” apasionada, resignada y serena.
Después de los tres movimientos de despedida anteriores, Mahler no quiso agregar una apoteosis jubilosa, optando en cambio por un canto de cisne lento y sublime a la obra monumental. El Adagio final comienza solo con las cuerdas, lo que tiene un efecto muy poderoso después de la dinámica dramática y la variedad de instrumentos en el segundo y tercer movimiento. La tonalidad se desplaza un semitono hacia abajo de re mayor a re bemol mayor, lo que hace que el cuarto movimiento parezca aún más remoto. Un motivo quejumbroso, que recuerda al tema principal del movimiento de despedida de la Canción de la Tierra, abre el movimiento y conduce al tema principal entonado por las cuerdas. Esto se basa en el canto anglicano Abide with me (Quédate conmigo, Señor). Sin embargo, el cromatismo parece completamente cambiado y le da un carácter trascendental al conmovedor canto interior. La tonalidad alterna entre Re bemol mayor y Do sostenido menor. Los componentes en capas de este tema principal parecen ser verticalmente intercambiables. Este es también un sello distintivo de la nueva época musical que alcanza Mahler en esta obra. El canto amplio, fluido, cálido y sublime de las cuerdas crea un estado de ánimo edificante y melancólico. El desarrollo se interrumpe abruptamente y da paso a una extraña melodía de fagot, que a su vez es reemplazada rápidamente por el tema coral. Cuando regresa el misterioso motivo del fagot, las cuerdas lo retoman y lo realzan con un carácter inquietante. El tema coral reaparece y luego aparece en su forma más magnífica, interpretado por los tutti de la orquesta. Entonces comienza lenta pero definitivamente el proceso de disolución del adagio. El flujo musical se detiene cada vez más, lo que se ve reforzado por algunas interjecciones retardadoras de fragmentos de motivos y temas. Los instrumentos de viento, junto con el arpa, entonan una idea melancólica, casi lírica. El tema principal estalla entonces una vez más, casi con violencia, y se intensifica en un tutti. En el clímax, los metales entonan el motivo de despedida de la Canción de la Tierra que marcó el inicio del movimiento. Aquí el proceso se detiene y continúa con un doloroso motivo descendente en el violín, en forte. Termina con un renovado retorno del tema coral, que, sin embargo, se va volviendo cada vez más sobrio. La música se vuelve cada vez más tranquila. Otras olas de aumento ya no alcanzan la intensidad de los primeros reflejos y colapsan cada vez más. La parte final, Adagissimo, que ahora comienza, representa la “despedida de la música del mundo terrenal”. La progresión musical continúa tambaleándose y se interioriza a través de la retirada dinámica hasta el piano cuádruple. En los últimos compases, Mahler cita el motivo de cierre de su Kindertotenlieder: "A menudo creo que acaban de salir". La música que se desvanece debe reproducirse "con el sentimiento más profundo" y una y otra vez "desapareciendo". Al final, solo quedan sonidos trascendentes de las esferas en los motivos de las cuerdas. Renate Ulm describe este final como "música eterna, una despedida para siempre". La obra termina muriendo. La música calla y nunca regresa.

## Análisis
Al tiempo de concluir la composición de esta sinfonía, Mahler ya había sufrido las tres tragedias que marcarían sus últimos años: la muerte de su hija mayor, su dimisión de la Ópera de Viena y el diagnóstico de una lesión valvular cardíaca que acabaría con su vida en 1911 al complicarse con endocarditis infecciosa. A esto se agrega el haberse enterado de la relación que su esposa Alma mantenía con el arquitecto Walter Gropius.
Es un hecho que la muerte persiguió a Mahler a lo largo de toda su vida (nueve de sus catorce hermanos murieron durante la infancia; su hermano Otto se suicidó siendo ya adulto; la propia muerte de su hija y la de su suegra, quien cayó víctima de un fulminante ataque al corazón durante el funeral de la pequeña María). De este modo, la novena sinfonía parece estar cubierta por la muerte. Tiene la misma estructura y el mismo tono de despedida que la Patética de Chaikovski.

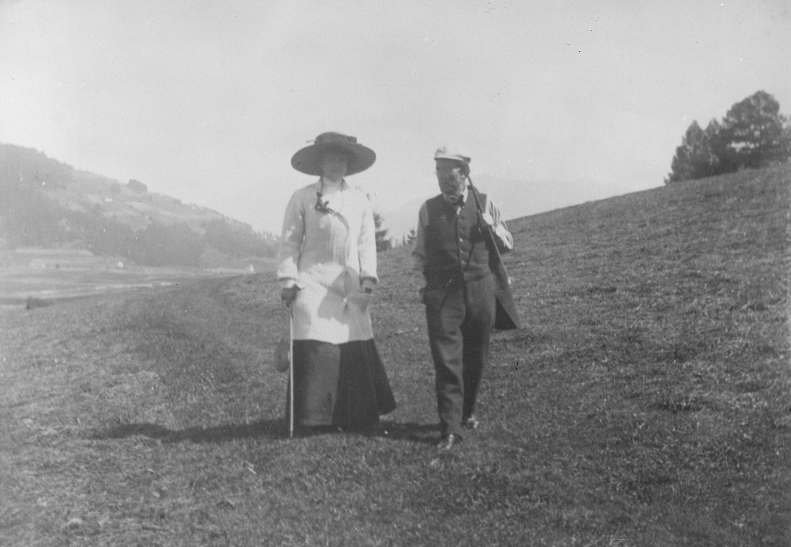
Gustav y Alma Mahler en 1909.

La última sinfonía completa se considera su obra de mayor calidad de Mahler en términos de composición.[cita requerida] El diseño y la concepción no son comparables con la gran Octava sinfonía anterior. Más bien, sigue la línea de desarrollo de las sinfonías 5ª, 6ª y 7ª. Mahler había utilizado por última vez la clásica estructura de cuatro movimientos que se encuentra aquí en la trágica Sexta sinfonía. En términos de contenido, Mahler la coloca "muy cerca de la Cuarta sinfonía". Ambas obras abordan el tema de la despedida de manera diferente. Otro paralelo es el movimiento de danza grotescamente distorsionado contenido en ambas sinfonías. La Novena sinfonía representa la culminación de un proceso de desarrollo que comenzó en la Sinfonía n.º 5. El método compositivo de cromatismo progresivo y el agotamiento del espacio tonal se lleva aquí a sus límites y, por primera vez, incluso más allá. Alban Berg llamó a la Novena sinfonía de Mahler "la primera obra de música contemporánea". De hecho, con esta obra, Mahler allanó imparable el camino a Arnold Schönberg y sus alumnos. La irrecuperable renuncia y superación de las probadas y conocidas estructuras armónicas conduce, por ejemplo, a la técnica dodecafónica de la nueva música. La desviación, a menudo casi completa, de lo melódico en esta obra en favor de nuevas estructuras armónicas le alienó inicialmente a muchos contemporáneos. La música apenas tiene temas audibles y concretos. La única sugerencia fragmentaria de material temático es también parte de la técnica compositiva tardía de Mahler. 
En la novena sinfonía, Mahler reúne repetidamente elementos aparentemente incoherentes y sitúa su música en un contexto más amplio de crecimiento y decadencia. Por lo tanto, a la obra ya no se le puede asignar una tonalidad clara. Estructuralmente, la sinfonía se adhiere a los cuatro movimientos clásicos, pero cambia el orden habitual. Por lo tanto, los pesados movimientos de encuadre representan las formas lentas del Andante y el Adagio, lo cual es extremadamente inusual. En este sentido, la obra recuerda a la trágica Sexta sinfonía de Chaikovski. Formalmente, también, la obra se convierte en un precedente para el modernismo. Mahler finalmente se aleja de la forma sonata y también abandona el dualismo de los temas. Tampoco se encuentra ya un tratamiento de la materia en el sentido de un desarrollo. Sin embargo, se pueden reconocer estructuras y referencias a gran escala. La relación entre los tonos de los movimientos individuales, que puede reconocerse rudimentariamente, sigue un significado sustantivo. En términos de contenido, la novena sinfonía se considera la gran sinfonía de despedida de Mahler. Si bien es desconcertante decir que Mahler precompuso su propia muerte en esta obra, es cierto que la despedida y la muerte son temas que aborda en ella. Mahler ya había abordado la transición de la vida terrenal a la celestial en la Cuarta sinfonía. Mahler escribió el motivo original de dos tonos del primer movimiento de esta novena sinfonía con las palabras "Adiós". Esto recuerda a la Sonata para piano n.º 26, op. 81a de Beethoven, cuyo tema principal se basó en la palabra "Adiós". Willem Mengelberg, por lo tanto, habló del "adiós al alma de Mahler" del mundo. Alban Berg también ve el primer movimiento de la sinfonía como el escenario de una premonición de muerte: "Es la expresión de un amor increíble por esta tierra, el anhelo de vivir en paz en ella, de disfrutarla todavía, en la naturaleza, en su profundidades más profundas -antes de que... la muerte se acerque. Porque viene inevitablemente. Todo este movimiento se basa en la premonición de la muerte. Ella sigue avanzando. Todo lo terrenal y onírico culmina en él (de ahí la escalada que estalla siempre como nuevos rebrotes después de los pasajes más tiernos), naturalmente con más fuerza en el tremendo pasaje donde este presentimiento de muerte se hace seguro, donde justo en lo más hondo, en lo más doloroso del ansia de vida 'con poder supremo' la Muerte se anuncia a sí misma.”
El Adagio final, basado en el coral Bleib bei mir Herr, en realidad se despide del mundo terrenal. La música, que se desvanece en lo trascendente, representa un adiós a todo lo terrenal y tradicional. La sinfonía no es una de esas obras en la historia de la música que terminan en resignación y desesperanza, como las sextas sinfonías del propio Chaikovski y Mahler, sino que sigue siendo una de las pocas grandes sinfonías que no experimenta una apoteosis final, sino que se desvanece en silencio. En esto recuerda a su propia Tercera sinfonía, cuyo movimiento final también es un Adagio, pero que allí termina triunfalmente. Se caracteriza por una intensidad e interioridad pocas veces vistas y marca de manera impresionante la transición a una nueva época musical.[cita requerida]

## Recepción de la obra
A diferencia de la Sinfonía n.º 8 anterior, esta obra revolucionaria no desató una tormenta de júbilo, sino más bien asombro e incomprensión. La transición a la Nueva Música completada en esta obra todavía abrumaba a la audiencia vienesa. Los colegas compositores de Mahler, por otro lado, reconocieron la calidad del trabajo de inmediato. Alban Berg y Arnold Schönberg en particular celebraron la sinfonía como la transición a una nueva época musical. Hoy en día, la novena sinfonía se considera como la culminación consecuente de Mahler en su camino compositivo. 

## Discografía selecta
La novena sinfonía ha sido grabada en múltiples ocasiones y en diversos formatos como discos de 78-rpm, LP, CD o DVD.
- 1938 – Bruno Walter, Orquesta Filarmónica de Viena
- 1950 – Hermann Scherchen, Orquesta Sinfónica de Viena
- 1952 – Jascha Horenstein, Orquesta Sinfónica de Viena
- 1954 – Paul Kletzki, Orquesta Filarmónica de Israel
- 1957 – Hans Rosbaud, Südwestfunk Symphonie Orchester, Baden-Baden
- 1960 – Dmitri Mitropoulos, Orquesta Filarmónica de Nueva York
- 1960 – Leopold Ludwig, Orquesta Sinfónica de Londres
- 1960 – Dmitri Mitropoulos, Orquesta Filarmónica de Viena
- 1960 – Bruno Walter, Orquesta Sinfónica Columbia, Referencia
- 1964 – John Barbirolli, Orquesta Filarmónica de Berlín
- 1964 – Kiril Kondrashin, Moscow State Philharmonic
- 1965 – Leonard Bernstein, Orquesta Filarmónica de Nueva York
- 1966 – Jascha Horenstein, Orquesta Sinfónica de Londres (abril)
- 1966 – Jascha Horenstein, Orquesta Sinfónica de Londres (septiembre)
- 1966 – Karel Ancerl, Orquesta Filarmónica Checa
- 1967 – Otto Klemperer, Orquesta Nueva Filarmonía. Referencia
- 1967 – Rafael Kubelik, Orquesta Sinfónica de la Radio de Baviera
- 1967 – Georg Solti, Orquesta Sinfónica de Londres
- 1967 – Vaclav Neumann, Orquesta de la Gewandhaus de Leipzig
- 1967 – Maurice Abravanel, Utah Symphony Orchestra
- 1969 – Bernard Haitink, Orquesta Real del Concertgebouw
- 1971 – Leonard Bernstein, Orquesta Filarmónica de Viena
- 1976  – Carlo Maria Giulini, Orquesta Sinfónica de Chicago (ganó un Grammy a la mejor interpretación orquestal en 1978). La gran referencia interpretativa de la partitura.
- 1978 – Wyn Morris, Sinfonica of London
- 1979 – James Levine, Orquesta de Filadelfia
- 1979 – Kurt Sanderling, Orquesta Sinfónica de Berlín
- 1979 – Klaus Tennstedt, Orquesta Filarmónica de Londres
- 1979 – Leonard Bernstein, Orquesta Filarmónica de Berlín  (ganó un Premio Grammy en 1993)
- 1979 – Eliahu Inbal, Japan Philharmonic
- 1979-80 – Herbert von Karajan, Orquesta Filarmónica de Berlín
- 1982 – Vaclav Neumann, Orquesta Filarmónica Checa
- 1982 – Georg Solti, Orquesta Sinfónica de Chicago (ganó un Premio Grammy en 1984)
- 1982 – Herbert von Karajan, Orquesta Filarmónica de Berlín (ganó un premio Gramophone al disco del año)
- 1984 – Lorin Maazel, Orquesta Filarmónica de Viena
- 1985 – Leonard Bernstein, Orquesta Real del Concertgebouw
- 1986 – Kazuo Yamada, New Japan Philharmonic
- 1986 – Eliahu Inbal, Frankfurt Radio Symphony Orchestra
- 1986 – Claudio Abbado, Orquesta Filarmónica de Viena
- 1987 – Bernard Haitink, Orquesta Real del Concertgebouw
- 1990 – Michael Gielen, Südwestfunk Symphonie Orchester, Baden-Baden
- 1990 – James Judd, Gustav Mahler Jugend Orchster
- 1990 – Libor Pesek, Royal Scottish National Orchestra
- 1991 – Gary Bertini, Kölner Rundfunk Sinfonie Orchester
- 1991 – Leif Segerstam, Danish Radio Symphony Orchestra
- 1992 – Kurt Sanderling, Orquesta Philharmonia
- 1993 – Simon Rattle, Orquesta Filarmónica de Viena
- 1994 – Kurt Masur, Orquesta Filarmónica de Nueva York
- 1994 – Michael Halasz, Polish National Radio Symphony Orchestra (Naxos 8550535-36)
- 1995 – Pierre Boulez, Orquesta Sinfónica de Chicago (ganó un Premio Grammy a la mejor interpretación orquestal en 1999)
- 1997 – Christoph von Dohnányi, Orquesta de Cleveland
- 1997 – Jesús López Cobos, Orquesta Sinfónica de Cincinnati
- 1999 – James Levine, Orquesta Filarmónica de Múnich
- 1999 – Benjamin Zander, Orquesta Philharmonia
- 1999 – Claudio Abbado, Orquesta Filarmónica de Berlín
- 2002 – Seiji Ozawa, Orquesta Sinfónica de Boston
- 2003 – Michael Gielen, Südwestfunk Symphonie Orchester, Baden-Baden
- 2004 – Riccardo Chailly, Orquesta Real del Concertgebouw
- 2005 – Michael Tilson Thomas, Orquesta Sinfónica de San Francisco
- 2005 – Robert Olson, Colorado Mahler Festival Orchestra
- 2006 – Gerard Schwarz,  Real Orquesta Filarmónica de Liverpool
- 2006 – Daniel Barenboim, Staatskapelle Berlin (CD)
- 2006 – Ken-Ichiro Kobayashi, Japan Philharmonic
- 2007 – Zdenek Macal, Orquesta Filarmónica Checa
- 2007 – Daniel Barenboim, Staatskapelle Berlin (DVD)
- 2008 – Jonathan Nott, Orquesta Sinfónica de Bamberg
- 2009 – Simon Rattle, Orquesta Filarmónica de Berlín
- 2009 – Esa-Pekka Salonen, Orquesta Philharmonia
- 2009 – Eiji Oue, Norddeutscher Rundfunk Sinfonieorchester, Hamburg
- 2009 – Alan Gilbert, Royal Stockholm Philharmonic
- 2009 – David Zinman, Tonhalle Orchestra of Zurich
- 2009 – Jukka-Pekka Saraste, WDR Symphony Orchestra of Koln
- 2010 – Roger Norrington, Orquesta Sinfónica de la Radio de Stuttgart
- 2010 – Seiji Ozawa, Saito Kinen Orchestra
- 2011 – Valery Gergiev, Orquesta Sinfónica de Londres
- 2012 – Eckehard Stier, Auckland Philharmonia Orchestra
- 2013 – Gustavo Dudamel, Orquesta Filarmónica de Los Ángeles
- 2014 – Eliahu Inbal, Orquesta Sinfónica Metropolitana de Tokio
- 2014 – Myung-whun Chung, Orquesta Filarmónica de Seúl
- 2014 – Donald Runnicles, Royal Scottish National Orchestra
- 2014 – Daniel Barenboim, Orquesta Filarmónica de la Scala de Milán
- 2014 – Michael Schønwandt, Orquesta Sinfónica Nacional de Dinamarca
- 2015 – Iván Fischer, Orquesta del Festival de Budapest
- 2015 – Sir Mark Elder, Orquesta Hallé de Mánchester
- 2019 – Ádám Fischer, Orquesta Sinfónica de Düsseldorf
- 2019 – Bernard Haitink, Orquesta Real del Concertgebouw